# Parectopa promylaea
Parectopa promylaea är en fjärilsart som först beskrevs av Edward Meyrick 1917.  Parectopa promylaea ingår i släktet Parectopa och familjen styltmalar. Inga underarter finns listade i Catalogue of Life.